# Waldesch
Waldesch est une municipalité du Verbandsgemeinde Rhens, dans l'arrondissement de Mayen-Coblence, en Rhénanie-Palatinat, dans l'ouest de l'Allemagne. Elle est jumelée avec la commune de Lucenay-lès-Aix en France.